# FCアルジェシュ・ピテシュティ
FCアルジェシュ・ピテシュティ（Fotbal Club Argeș Pitești ルーマニア語発音: [ˈard͡ʒeʃ piˈteʃtʲ]）は、ルーマニア・ピテシュティを本拠地としているサッカークラブである。

## クラブ名の遍歴
| 年        | クラブ名                           |
| 1956-1967 | ディナモ・ピテシュティ             |
| 1967-1992 | アルジェシュ・ピテシュティ         |
| 1992-1994 | アルジェシュ・ダチア・ピテシュティ |
| 1994-2013 | アルジェシュ・ピテシュティ         |
| 2013-2017 | SCMピテシュティ                    |
| 2017-現在 | アルジェシュ・ピテシュティ         |

## 歴史
1953年8月6日にディナモ (Dinamo) のクラブ名で創設され、1967年にアルジェシュ (Argeş) に改称された。1961-62シーズンに初めて1部リーグ（ディヴィジアA）に昇格するも、この時は1シーズンで降格した。1963-64シーズンに再昇格してからは長らく1部リーグに留まり、1970年代には2度のリーグ優勝を果たした。1992-93シーズンに30年ぶりに2部に降格したが、翌シーズンに1部復帰。2007-08シーズンに15年ぶりに2部に降格した。2013年に財政破綻し、クラブはいったん解散した。その後復活し、2016-17シーズンには3部で優勝して2部に昇格した。

## タイトル

### 国内タイトル
- ディヴィジアA / リーガI:2回

1971-72, 1978-79
- リーグII:4回

1960-61, 1962-63, 1993-94, 2007-08
- リーグIII:1回

2016-17
- リーグIV – アルジェシュ県:1回

2011-12

## ワン・クラブ・マン
- コンスタンティン・カルステア 1970-1982
- ペトレ・イヴァン 1968-1980
- コンスタンティン・オルテアヌ 1964-1978
- コンスタンティン・スタンク 1976-1990

## 歴代所属選手
- ニコラエ・ドブリン 1959-1981, 1982-1983
- コンスタンティン・ガルカ 1989-1991
- アドリアン・ムトゥ 1996-1999
- パウル・コドレア 1999-2001
- ニコラエ・ディカ 2000-2004